# Alexander Langer
Alexander Langer (ur. 22 lutego 1946 w Sterzingu, zm. 3 lipca 1995 we Florencji) – włoski polityk, tłumacz i nauczyciel akademicki, działacz pacyfistyczny, jeden z liderów włoskich Zielonych, poseł do Parlamentu Europejskiego III i IV kadencji.

## Życiorys
Urodził się w niemieckojęzycznej rodzinie w Tyrolu Południowym. Ukończył studia prawnicze na Uniwersytecie we Florencji (1968) i socjologię na Uniwersytecie w Trydencie (1972). Pracował jako nauczyciel w szkole średniej, a także nauczyciel akademicki na uczelniach w Trydencie, Klagenfurcie i Urbino. Zajmował się także tłumaczeniami i dziennikarstwem.
Na początku lat 70. aktywista lewicowej organizacji politycznej Lotta Continua, później związany z ruchem Zielonych jako lider regionalnej partii Verdi-Grüne-Vërc. W 1978 wybrany na radnego regionu Trydent-Górna Adyga. W 1989 z ramienia Verdi Europa – Lista Verde i w 1994 z listy Federacji Zielonych uzyskiwał mandat eurodeputowanego III i IV kadencji. Od marca do października 1990 przewodniczył Grupie Zielonych w Parlamencie Europejskim, ponownie objął tę funkcję w lipcu 1994. Działał na rzecz zakończenia działań wojennych na Bałkanach.
3 lipca 1995 popełnił samobójstwo.